# Mark Andrews (cineasta)
Mark Elliott Andrews (Los Angeles, 12 settembre 1968) è un animatore, regista e designer statunitense. È conosciuto per il suo lavoro alla Pixar, come designer, artista degli storyboard, e "braccio destro" del regista Brad Bird, con il quale collabora sin dal primo lungometraggio del regista, Il gigante di ferro. È un grande fan delle serie televisive come Kimba, il leone bianco, Superauto Mach 5 e Robotech.

## Filmografia

### Regista
- One Man Band, co-regia con Andrew Jimenez - cortometraggio (2005)
- Ribelle - The Brave (Brave), co-regia con Steve Purcell e Brenda Chapman (2012)

### Sceneggiatore
- Star Wars: Clone Wars – serie TV, 20 episodi (2003-2004)
- L'attacco di Jack-Jack (Jack-Jack Attack), regia di Brad Bird - cortometraggio (2005)
- John Carter, regia di Andrew Stanton (2012)

### Artista degli storyboard
- Il gigante di ferro (The Iron Giant), regia  di Brad Bird (1999)
- A Bug's Life - Megaminimondo (A Bug's Life), regia di John Lasseter e Andrew Stanton (1998)
- Toy Story 2 - Woody e Buzz alla riscossa (Toy Story 2), regia di John Lasseter (1999)
- Monsters & Co. (Monsters, Inc.), regia di Pete Docter (2002)
- Alla ricerca di Nemo (Finding Nemo), regia di Andrew Stanton (2003)
- Gli Incredibili - Una "normale" famiglia di supereroi (The Incredibles), regia  di Brad Bird  (2004) - anche voce
- Cars - Motori ruggenti (Cars), regia di John Lasseter e Joe Ranft (2006)